# Erich Winnacker
Erich Winnacker (* 13. August 1889 in Barmen; † 10. August 1944 in Erlangen) war ein deutscher Ministerialbeamter und Manager im Ruhrbergbau.

## Leben
Winnacker war ein Bruder von Karl Winnacker. Er studierte an der Philipps-Universität Marburg und wurde 1908 im Corps Guestphalia Marburg recipiert. Im Ruhrbergbau wurde er Leiter der Thyssen-Bergwerke. 1925 wurde er zum Direktor der August-Thyssen-Hütte AG ernannt. In der 1926 gegründeten Vereinigte Stahlwerke AG (Vestag) wurde er Vorstandsmitglied. Er leitete eine der vier Bergbaugruppen der Vestag, die Bergbaugruppe Hamborn. Er war Mitglied der Deutschnationalen Volkspartei, zu deren rechtem Flügel er gezählt wurde. Im April 1932 trat er in die Nationalsozialistische Deutsche Arbeiterpartei und die örtliche SA-Einheit. Seine Frau gründete eine Ortsgruppe der NS-Frauenschaft in Hamborn. In der Zeit des Nationalsozialismus wurde er Oberberghauptmann (Leiter des Oberberghauptamtes in Berlin). Er war Ministerialdirektor im Reichsarbeitsministerium und Mitglied im Verwaltungsrat des Alpine-Montan-Konzerns. Im Jahr 1941 wurde er Bergbauchef der Berg- und Hüttenwerksgesellschaft Ost (BHO).

## Schriften
- Beiträge zur Kenntnis des britischen Steinkohlenbergbaues. Essen 1936.
- Die Maßnahmen der britischen Regierung zur Gesundung des Steinkohlenbergbaus. Dortmund 1936.